# Stephano (lune)
Pour les articles homonymes, voir Stephano.
Stephano (U XX Stephano) est un satellite naturel d'Uranus.
Stephano fut découvert en juillet 1999 par l'équipe de Brett J. Gladman à l'aide du télescope Canada-France-Hawaï de Mauna Kea. Sa désignation temporaire fut S/1999 U 2. Comme la plupart des satellites extérieurs d'Uranus, son orbite est rétrograde.
Le nom « Stephano » vient du majordome alcoolique de la pièce La Tempête de William Shakespeare.